# Пошта Ізраїлю
Ізраїльська Поштова Компанія (івр. ‏‏דואר ישראל‎, знана як Пошта Ізраїлю) — Державне підприємство, що надає поштові та банківські послуги. Знайомий символ поштової компанії й передував їй поштового відомства - Сарна європейська.
У Пошті Ізраїлю налічується 5000 Співробітників, серед них 1600 Співробітників займаються доставкою поштових відправлень, 2000. поштових клерків працюють в 700 поштових відділеннях по всій країні. Пошта Ізраїля має мережу з 4262 поштових скриньок і 1000 поштових вантажівок. Близько 2,5 мільйона поштових відправлень упорядковано кожен день.